# スコッツデール・スコーピオンズ
スコッツデール・スコーピオンズ (Scottsdale Scorpions ) は、MLB傘下の教育リーグ、アリゾナ・フォールリーグ東地区所属の野球チーム。本拠地はアリゾナ州スコッツデールにあるスコッツデール・スタジアム。アトランタ・ブレーブス、ニューヨーク・メッツ、ニューヨーク・ヤンキース、ピッツバーグ・パイレーツ、サンフランシスコ・ジャイアンツの傘下チーム。
1994年には当時シカゴ・ホワイトソックス傘下AA級所属のマイケル・ジョーダンがプレーし、翌年NBAのシカゴ・ブルズに復帰している。

## 所属選手
| 投手 - 37 クレイトン・ブラックバーン (Clayton Blackburn)(SF) - 28 カレブ・コーサム (Caleb Cotham)(NYY) - 24 タイラー・グラスノー (Tyler Glasnow)(PIT) - 93 トム・ハーラン (Tom Harlan)(PIT) - 35 カイル・ヘインズ (Kyle Haynes)(NYY) - 50 ジュリアン・ヒラリオ (Julian Hilario)(NYM) - 61 ジェイク・キューブラー (Phil Irwin)(NYM) - 29 タイラー・ミゼンコ (Tyler Mizenko)(SF) - 19 アダム・モーガン (Adam Morgan)(PHI) - 44 コルトン・ミューレイ (Colton Murray)(PHI) - 46 ライアン・オスリバン (Ryan O'Sullivan)(PHI) - 41 スティーブン・オカート (Steven Okert)(SF) - 65 タイラー・ロジャース (Tyler Rogers)(SF) - 43 エイドリアン・サンプソン (Adrian Sampson)(PIT) - 55 アンヘル・サンチェス (Angel Sanchez)(PIT) - 45 ポール・シーワルド (Paul Sewald)(NYM) - 57 アレックス・スミス (Alex Smith)(NYY) - 26 イーサン・スチュワート (Ethan Stewart)(PHI) - 38 ロブ・ワーレン (Rob Whalen)(NYM) | 投手 - 37 クレイトン・ブラックバーン (Clayton Blackburn)(SF) - 28 カレブ・コーサム (Caleb Cotham)(NYY) - 24 タイラー・グラスノー (Tyler Glasnow)(PIT) - 93 トム・ハーラン (Tom Harlan)(PIT) - 35 カイル・ヘインズ (Kyle Haynes)(NYY) - 50 ジュリアン・ヒラリオ (Julian Hilario)(NYM) - 61 ジェイク・キューブラー (Phil Irwin)(NYM) - 29 タイラー・ミゼンコ (Tyler Mizenko)(SF) - 19 アダム・モーガン (Adam Morgan)(PHI) - 44 コルトン・ミューレイ (Colton Murray)(PHI) - 46 ライアン・オスリバン (Ryan O'Sullivan)(PHI) - 41 スティーブン・オカート (Steven Okert)(SF) - 65 タイラー・ロジャース (Tyler Rogers)(SF) - 43 エイドリアン・サンプソン (Adrian Sampson)(PIT) - 55 アンヘル・サンチェス (Angel Sanchez)(PIT) - 45 ポール・シーワルド (Paul Sewald)(NYM) - 57 アレックス・スミス (Alex Smith)(NYY) - 26 イーサン・スチュワート (Ethan Stewart)(PHI) - 38 ロブ・ワーレン (Rob Whalen)(NYM) | 捕手 - 58 カイル・ヒガシオカ (Kyle Higashioka)(NYY) - 30 ローガン・ムーア (Logan Moore)(PHI) 内野手 - 23 ジョシュ・ベル (Josh Bell)(PIT) - 22 ダンテ・ビシェット・ジュニア (Dante Bichette Jr.)(NYY) - 20 グレッグ・バード (Greg Bird)(NYY) - 13 ダン・ガマシェ (Dan Gamache)(PIT) - 16 L.J.マジーリ (L.J. Mazzilli)(NYM) - 31 ブレイク・ミラー (Blake Miller)(SF) - 3 マット・レイノルズ (Matt Reynolds)(NYM) - 18 ケルビー・トミリンソン (Kelby Tomlinson)(SF) 外野手 - 17 タイラー・オースティン (Tyler Austin)(NYY) - 9 ダニエル・カーボネル (Daniel Carbonell)(SF) - 47 アーロン・ジャッジ (Aaron Judge)(NYY) - 27 ブランドン・ニモ (Brandon Nimmo)(NYM) - 4 ロマン・クイン (Roman Quinn)(PHI) | 捕手 - 58 カイル・ヒガシオカ (Kyle Higashioka)(NYY) - 30 ローガン・ムーア (Logan Moore)(PHI) 内野手 - 23 ジョシュ・ベル (Josh Bell)(PIT) - 22 ダンテ・ビシェット・ジュニア (Dante Bichette Jr.)(NYY) - 20 グレッグ・バード (Greg Bird)(NYY) - 13 ダン・ガマシェ (Dan Gamache)(PIT) - 16 L.J.マジーリ (L.J. Mazzilli)(NYM) - 31 ブレイク・ミラー (Blake Miller)(SF) - 3 マット・レイノルズ (Matt Reynolds)(NYM) - 18 ケルビー・トミリンソン (Kelby Tomlinson)(SF) 外野手 - 17 タイラー・オースティン (Tyler Austin)(NYY) - 9 ダニエル・カーボネル (Daniel Carbonell)(SF) - 47 アーロン・ジャッジ (Aaron Judge)(NYY) - 27 ブランドン・ニモ (Brandon Nimmo)(NYM) - 4 ロマン・クイン (Roman Quinn)(PHI) |
| 2014年12月12日更新 [公式サイト(英語)より：ロースター] | | | |

## 主な過去所属選手
- ジョシュ・バード
- ライアン・ブラウン
- ショーン・グリーン（2003年AFL殿堂入り）
- デレク・ジーター（2001年AFL殿堂入り）
- ノマー・ガルシアパーラ（2001年AFL殿堂入り）
- エバン・ロンゴリア
- トロイ・パーシバル
- アルバート・プホルス（2004年AFL殿堂入り）
- スコット・ショーエンワイス
- ブランドン・ウェブ
- ラッセル・マーティン
- ケンドリス・モラレス
- マイク・トラウト
- ブライス・ハーパー
- ウィル・ミドルブルックス